# 濟達尼莫斯特

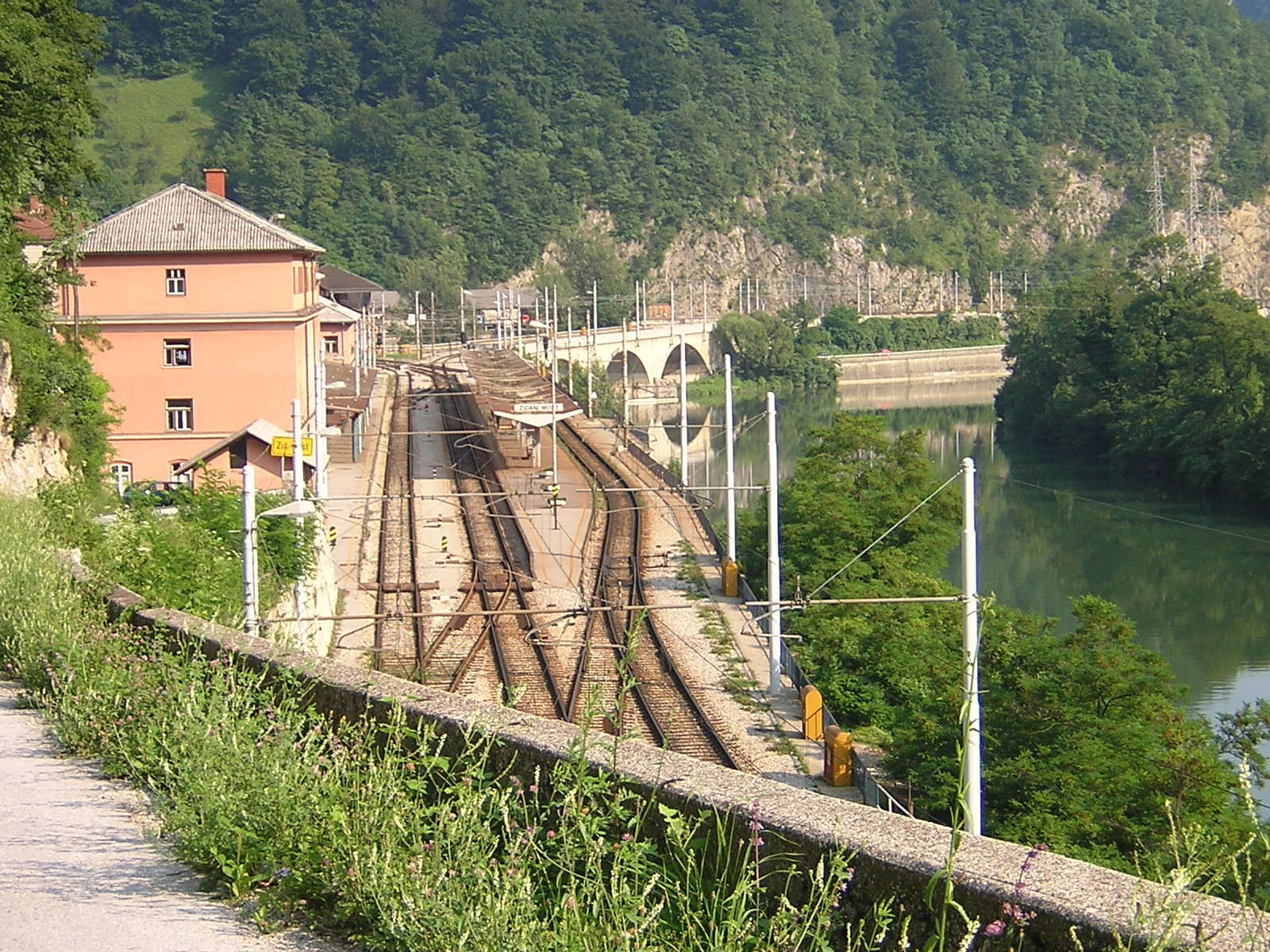

濟達尼莫斯特是斯洛文尼亞的城鎮，位於該國中部薩瓦河和薩維尼亞河匯流處，面積0.76平方公里，海拔高度204.5米，該鎮的石橋建於1815至1820年，2002年人口284。

## 外部連結
- Zidani Most on Geopedia （页面存档备份，存于）
- Official site

46°05′10″N 15°10′12″E / 46.08611°N 15.17000°E